# Ctenogobiops crocineus
Ctenogobiops crocineus és una espècie de peix de la família dels gòbids i de l'ordre dels perciformes.

## Descripció
- Els adults poden assolir 10 cm de longitud total.[2][3]

## Hàbitat
És un peix marí, de clima tropical i associat als esculls de corall que viu entre 6-20 m de fondària.

## Distribució geogràfica
Es troba a Austràlia, Txagos, la Xina, les Comores, l'Índia, Indonèsia, el Japó, Kenya, les Maldives, Palau, Papua Nova Guinea, les Filipines, les Illes Ryukyu, les Seychelles, Taiwan i el Vietnam.

## Observacions
És inofensiu per als humans.